# Ginette Maddie
Ginette Maddie née Marcelle Namur le 25 février 1898 à Paris, ville où elle est morte le 7 avril 1980, est une actrice française. 

## Biographie
Fille d'une couturière, Ginette Maddie naît le 25 février 1898 dans le 18e arrondissement de Paris. Officiellement adoptée à l'âge de sept ans, elle prendra le nom de Marcelle Yvonne Gourier. 
Elle tourne dans vingt films entre 1922 et 1958, notamment avec les réalisateurs Alfred Machin et Julien Duvivier.
Elle meurt le 7 avril 1980 à l'hôpital international de l’université de Paris dans le 14e arrondissement de Paris ; elle est inhumée au cimetière parisien de Pantin, dans la 55e division, dans le même caveau que la chanteuse Damia.

## Filmographie
- 1922 : Le Diamant noir de André Hugon, avec Claude Mérelle, Henry Krauss, Armand Bernard : Nora
- 1923 : Sarati le terrible  de Louis Mercanton
- 1923 : Aux jardins de Murcie  de Louis Mercanton et René Hervil
- 1923 : Vindicta  de Louis Feuillade avec Andrée Lionel, Georges Biscot, Lucien Dalsace  : Blanche Césarin
- 1924 : La Gitanilla de André Hugon : La Gitanilla
- 1924 : L'Ornière ou Micheline Horn ou Sur le chemin du vrai d'Édouard Chimot
- 1924 : L'Inondation de Louis Delluc
- 1924 : Il ne faut pas jouer avec le feu de Mario Nalpas
- 1924 : L'Arriviste d'André Hugon : Renée April
- 1924 : Les Héritiers de l'oncle James : Ginette
- 1925 : Der Maler und sein Modell
- 1925 : Le Cœur des gueux d'Alfred Machin
- 1926 : Le Berceau de Dieu de Fred LeRoy Granville
- 1926 : La lueur dans les ténèbres
- 1926 : Der Rosa Diamant
- 1929 : L'Escale de Jean Gourguet avec Jenny Luxeuil, René Ferté, Geo Saacke
- 1930 : Au Bonheur des Dames de Julien Duvivier : Clara
- 1931 : L'Ensorcellement de Séville de Benito Perojo avec Gina Manes, Hugues de Bagratide, Georges Peclet.
- 1931 : Sola de Henri Diamant-Berger : Marianne
- 1943 : Untel père et fils de Julien Duvivier : Aglaé - non créditée
- 1958 : Le Désert de Pigalle de Léo Joannon avec notamment Annie Girardot : Mme Rita